# Đảo Ba Ba
Đảo Ba Ba (tiếng Anh: Yagong Island ; tiếng Trung: 鸭公岛; bính âm: Yāgōng dǎo, Hán-Việt: Áp Công đảo) là một bãi cát thuộc nhóm đảo Lưỡi Liềm của quần đảo Hoàng Sa. Đảo này nằm cách đảo Ốc Hoa khoảng 1,6 km về phía đông nam và cách bãi Xà Cừ 2 km về phía tây nam.
Đảo Ba Ba là đối tượng tranh chấp giữa Việt Nam, Đài Loan và Trung Quốc. Hiện nay, Trung Quốc đang kiểm soát đảo này như là địa phận của xã khu Áp Công được thành lập năm 2010, thuộc Khu quản lý hành chính Quần đảo Vĩnh Lạc, quận Tây Sa, thành phố Tam Sa, tỉnh Hải Nam.

## Đặc điểm
Bề mặt đảo này có nhiều đá vụn. Ở giữa đảo có một vũng nông. Đảo dài khoảng 175 m, rộng trung bình 75 m, có diện tích khoảng 1,3 ha và cao 1–3 m so với mực nước biển. Trên đảo có nhiều cây xanh và có một số túp lều gỗ của ngư dân.

## Xã khu Áp Công
Xã khu Áp Công (tiếng Trung: 鸭公社区, bính âm: Yāgōng Shèqū, Hán Việt: Áp Công Xã khu) là đơn vị hành chính không chính thức, tương đương cấp thôn, tổ dân phố ở Việt Nam được Trung Quốc thành lập năm 2010; thuộc Khu quản lý hành chính Quần đảo Vĩnh Lạc, quận Tây Sa, thành phố Tam Sa, tỉnh Hải Nam. Xã khu này quản lý các đảo Ba Ba, đảo Ốc Hoa, bãi Xà Cừ, và đá Trà Tây. Tính đến năm 2012, xã khu này có 33 hộ dân gồm khoảng 74 người.
Năm 2013, xã khu Ngân Dự được thành lập trên bãi Xà Cừ, tách ra khỏi xã khu Áp Công.